# Törlan
Törlan är ett mindre vattendrag i Falkenbergs och Varbergs kommun, Sverige. Vattendraget har sin källa i Ljungsjön, nära Ljungby och rinner efter 18,6 km ut i Kattegatt. Vattendraget rinner i stort sett helt genom jordbruksbygd. Den har en medelbredd på 2,6 meter och ett medeldjupet på 0,37 meter. Medelvattenföringen var 2021 ungefär 0,23 m3/s. Det är i huvudsak svagt strömmande. Något över hälften av sträckningen bedöms vara rätad och något under hälften kraftigt rensad.
Vattendraget har ett biflöde Sandabäcken/Sannabäcken som har sin källa nordöst om Tvååker. Den har en medelbredd på 3 meter och ett medeldjup på 0,4 meter. Den bedöms vara rätad och rensad längs hela dess sträckning.